# 29 травня
29 травня — 149-й день року (150-й у високосні роки) у григоріанському календарі. До кінця року залишається 216 днів.

## Свята і пам'ятні дні

### Міжнародні
- ООН Міжнародний день миротворців.
- Всесвітній день здоров'я травної системи або Всесвітній день здорового травлення. (World Digestive Health Day)

### Національні
- Аргентина: День Сухопутних військ.
- Швеція: День ветеранів.
- Венесуела: День вшанування старших.
- Нігерія: День демократії.
- Домініка: Національний день матері.
- США
  - День штату Вісконсин та Род-Айленд.
  - День бісквіта.
- Киргизстан: День збройних сил.
- Туркменістан: День працівників органів внутрішніх справ.

#### Християнство
Католицька церква:
- День Святого Павла VI, Папи Римського
- День Святої Урсули Ледуховської

 Православна церква:
- Мучениці Феодосії, діви Тирської.
- Пам’ять І Вселенського собору.
- Преподобномучениці Феодосії, діви.

### Іменини
✙ Православні: Феодосія 

✝  Католицькі: Богуслав, Максим

## Події
- 363 — римський імператор Юліан переміг армію Сасанідів у битві при Ктесифоні.
- 526 — внаслідок великого землетрусу було зруйновано одне з найбільших міст античності Антіохію. Загинуло близько 250 тис. людей, переважно християнських прочан.
- 1233 — Монгольсько-цзінська війна: монголи увійшли в Кайфен після успішної облоги та почали грабувати столицю династії Цзінь.
- 1328 — Філіпп VI коронований королем Франції.
- 1384 — кастильський король Хуан І взяв в облогу Лісабон.
- 1416 — Битва при Галліполі: венеційці під командуванням П’єтро Лоредана розгромили набагато більший османський флот.

- 1453 — турки під проводом Мехмеда II захоплюють Константинополь. Падіння Візантійської імперії та кінець середньовіччя
- 1630 — підписана Переяславська угода, договір між українською козацькою старшиною і польським гетьманом С.Конецпольським
- 1660 — в Англії реставрована монархія, новим королем став Карл ІІ Стюарт, син страченого Карла І Стюарта.
- 1738 — у Петербурзі видано імператорський указ про повернення козаків і посполитих, що втекли в Гетьманщину та в Російську імперію, на Слобідську Україну.
- 1790 — Род-Айленд останнім із первісних 13 колоній-штатів приймає Конституцію США
- 1900 — компанія «Отіс» зареєструвала торгову марку «Ескалатор» (пізніше ескалаторами стануть називати всі ескалатори)
- 1928 — Фрітц фон Опель на експериментальному автомобілі власної конструкції подолав рубіж швидкості 200 км/год.
- 1942 — у ході Другої світової війни німецька армія під Харковом завершила оточення понад 250-тисячного угруповання військ Червоної армії.
- 1945 — у Норвегії за співпрацю з нацистами заарештували письменника, Нобелівського лауреата Кнута Гамсуна
- 1953 — людина вперше здолала найвищу точку планети — на вершину Джомолунгми (8 848 м) піднялись новозеландець Едмунд Персиваль Гілларі і шерп Норгей Тенцинґ.
- 1964 — у Києві відкрили для відвідувачів найбільший в СРСР ботанічний сад.
- 1985 — на стадіоні «Ейзель» (Брюссель) перед початком фінального матчу на Кубок європейських чемпіонів «Ювентус» — «Ліверпуль» сталася бійка між вболівальниками команд, під час якої рухнула бетонна загорожа. Внаслідок інциденту загинуло 39 осіб і поранено не менше 400.
- 1990 — 40 європейських держав, Європейський інвестиційний банк і Європейська економічна спільнота уклали угоду про створення Європейського банку реконструкції та розвитку
- 2003 — форвард «Мілана» Андрій Шевченко виграв свій перший трофей за 4 роки, проведені в Італії, забивши останній гол в матчі з «Ювентусом» (фінал Ліги Чемпіонів; 3:2 на користь «Мілана»).
- 2014 — поблизу міста Слов'янська, після розвантаження продуктів харчування на 4-й блокпост та проведення ротації особового складу, повертаючись з району гори Карачун, був обстріляний з лісосмуги та підбитий терористами з ПЗРК гелікоптер Мі-8МТ (борт «16») Національної гвардії України, на борту якого був генерал-майор Сергій Кульчицький. Під час падіння вибухнули паливні баки. Внаслідок події загинуло 12 осіб.

## Народились
Дивись також Категорія:Народились 29 травня
- 189 — Ґета, римський імператор.
- 1504 — Антун Вранчич, угорський єпископ, письменник, історик і дипломат хорватського походження. Дядько вченого і гуманіста Фауста Вранчича.
- 1759 — Вільям Пітт (молодший), британський політик, наймолодший прем'єр-міністр в історії країни.
- 1830 — Луїза Мішель, французька освітянка, поетеса, письменниця, політична діячка.
- 1858 — Костянтин Крижицький, український живописець, академік пейзажного живопису.
- 1874 — Гілберт Кіт Честертон, англійський письменник і філософ.
- 1878 — Петро Карманський, український поет, перекладач, провідний представник об'єднання «Молода Муза».
- 1879 — Коста Абрашевич, сербський та македонський поет.
- 1880 — Освальд Шпенґлер, німецький філософ, історик («Присмерк Європи»).
- 1888 — Ілля Киріяк, український журналіст, письменник, громадський діяч.
- 1899 — Фавст Лопатинський, український режисер, сценарист, актор.
- 1901 — Кирило Синельников, український фізик.
- 1902 — Юхим Гаврилюк, український скульптор-керамік, художник по порцеляні.
- 1905 — Ольга Благовидова, українська співачка.
- 1910 — Сава Голованівський, український письменник.
- 1917 — Джон Фіцджеральд Кеннеді, 35-й президент США (1961—1963 рр.).
- 1922 — Яніс Ксенакіс, грецький композитор і архітектор.
- 1935 — Анатолій Поповський, український мовознавець.
- 1938 — Микола Гопцій, український поет.
- 1953 — Денні Ельфман, американський музикант і композитор.
- 1979 — Ганна Гомонай, українська телеведуча.
- 1956 — Латоя Джексон, американська співачка, модель, зірка «Playboy». сестра Майкла Джексона
- 1967 — Ноел Галлахер, гітарист британської групи Oasis.
- 1975 — Мелані Браун Scary Spice, британська поп-співачка («Spice Girls»).
- 1975 — Олександр Журик, білоруський хокеїст.
- 1982 — Наталія Добринська, українська легкоатлетка, олімпійська чемпіонка.
- 1984 — Кармело Ентоні, американський професійний баскетболіст.
- 1984 — Прапаваді Джароенраттанатаракун, важкоатлетка з Таїланду, олімпійська чемпіонка.

## Померли

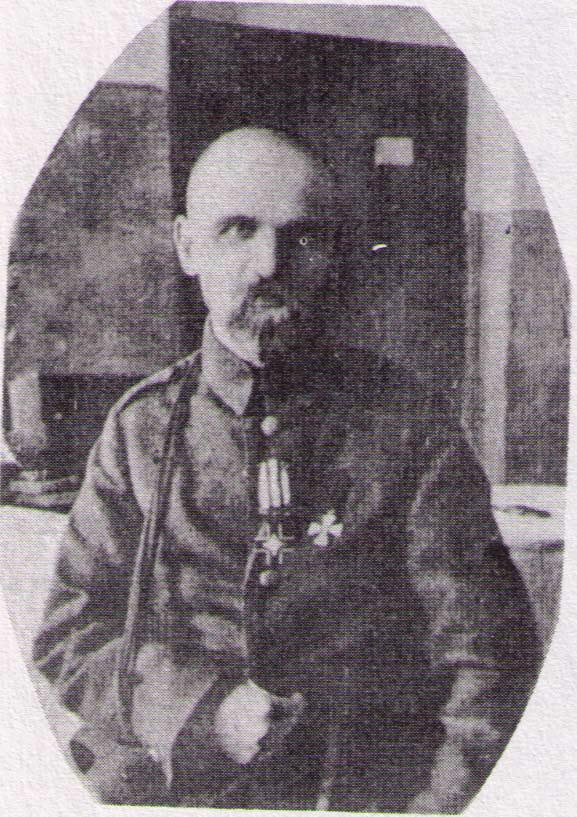
Михайло Омелянович-Павленко

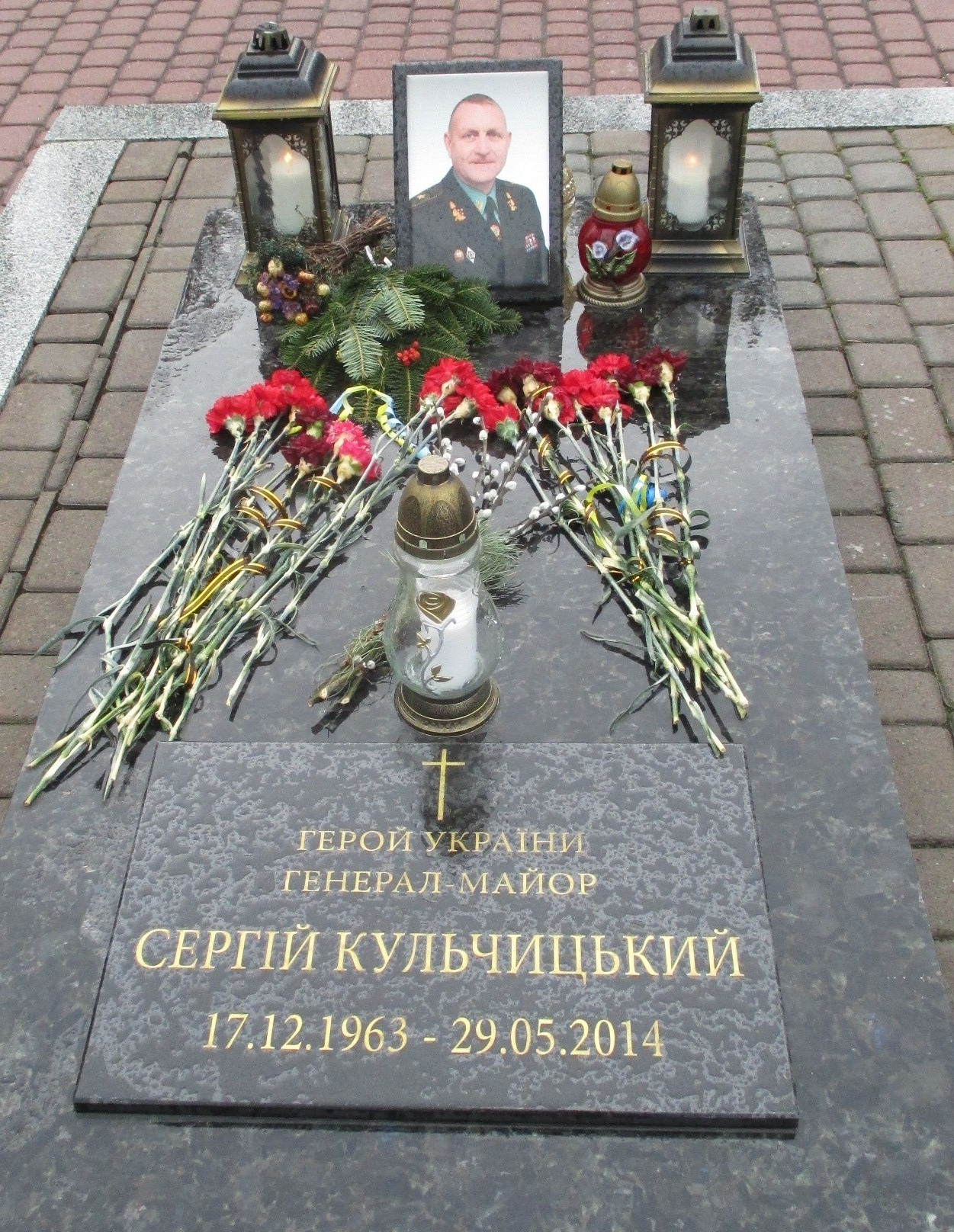
Могила Сергія Кульчицького у Львові

Дивись також Категорія:Померли 29 травня
- 1453 — Костянтин ХІ, останній візантійський імператор.
- 1814 — Жозефіна Богарне, імператриця Франції (1804—1809), перша дружина Наполеона.
- 1829 — Гемфрі Деві, британський фізик і хімік, президент Лондонського королівського наукового товариства.
- 1833 — Пауль Йоганн Ансельм фон Феєрбах, німецький правознавець-криміналіст, реформатор кримінального законодавства, доктор філософії та доктор права. Батько філософа Людвіга Феєрбаха.
- 1942 — Джон Беррімор, американський актор театру, німого й звукового кіно.
- 1952 — Михайло Омелянович-Павленко, український військовий діяч, генерал-полковник Армії УНР, Начальний Командант УГА, командувач Першого зимового походу.
- 1958 — Хуан Рамон Хіменес, іспанський поет, лауреат Нобелівської премії з літератури 1956 року.
- 1972 — Степан Тимошенко, український, американський та німецький вчений. Батько теоретичної механіки. Основоположник теорії міцності матеріалів, теорії пружності та коливань.
- 1979 — Мері Пікфорд (Гледіс Мері Сміт), американська актриса у віці 87-ми років.
- 1997 — Джеф Баклі, американський рок-співак та гітарист.
- 1998 — Баррі Голдвотер, американський політик.
- 2002 — Олег Німець, український фізик, академік НАНУ.
- 2004 — Юхим Березін, український актор, артист розмовного жанру.
- 2004 — Ольга Бура, українська телеведуча та модель.
- 2006 — Омелян Пріцак, український вчений-історик, мовознавець, орієнталіст.
- 2010 — Денніс Гоппер, американський актор і кінорежисер.
- 2010 — Ілько Кучерів, український громадський діяч.
- 2014 — Сергій Кульчицький, український військовий, генерал-майор, учасник війни на сході України, Герой України.
- 2015 — Бетсі Палмер, американська акторка кіно і телебачення.